# Ein Mädel mit Temperament
Ein Mädel mit Temperament ist ein deutsches Stummfilm-Lustspiel von Victor Janson mit Maria Paudler in der Titelrolle. Die Geschichte basiert auf dem Roman “Lillebil aus U.S.A.” von Ludwig von Wohl.

## Handlung
Die flotte Lillebil, Tochter des reichen Amerikaners Tobias Budd, macht ihrem Vater nichts als Ärger. Die junge Frau ist ein richtiger Wildfang, ein Mädel mit Temperament, wie der Filmtitel verheißt. Sie treibt mit ihren Scherzen und Späßen Erzieher und Lehrer in den Wahnsinn und schmeißt jede Schule. Jetzt hat ihr Vater genug. Kurzerhand schnappt er sich seine Tochter und schickt sie in ein Schweizer Internat, wo eine Dame mit harter Hand das Sagen hat. Doch auch dort beginnt das alte Spiel von Neuem.
Bald aber wird Lillebil von der Liebe abgelenkt. Sie lernt den schmucken Prinz Solm kennen, der bis über beide Ohren verschuldet ist. Der Geldverleiher Take Miliescu hält Lillebils Schwarm fest in seiner Hand und verlangt, dass Solm dessen Tochter Rita ehelicht, wozu dieser aber nicht die geringste Lust verspürt. Lillebil weiß Rat: Mit Pappis Geld kauft sie kurzerhand Solms Wechsel auf, sodass der Geldverleiher keinerlei Macht mehr über ihren hochadeligen Herzbuben verfügt. Da es dabei zu einigen Verwicklungen kommt, gerät Lillebil kurzzeitig in den Verdacht, eine Hochstaplerin zu sein. Dann aber lösen sich alle Probleme in Wohlgefallen auf, und Lillebil kann endlich ihren Prinzen heiraten.

## Produktionsnotizen
Ein Mädel mit Temperament entstand im Frühjahr 1928 im Efa-Atelier, passierte am 27. April 1928 die Filmzensur und wurde am 10. Dezember desselben Jahres in Berlins Primus-Palast uraufgeführt. Die Länge des für die Jugend freigegebenen Sechsakters (in Österreich: Siebenakters) betrug 1908 Meter.
Fred Lyssa war Produktionsleiter, die Filmbauten entwarfen Hans Sohnle und Otto Erdmann.
Ernst Udet gibt hier einige seiner Kunstflüge zum besten. Der Film entstand in Zusammenarbeit mit der Deutschen Lufthansa.

## Kritiken
Österreichs Volksfreund meinte knapp: „Sieben amüsante Akte aus Amerika, dem Lande der unbegrenzten Möglichkeiten.“
Die Publikation Freiheit! kam zu einem vollkommen anderen Schluss und wetterte: „Man ist im Zweifel, worüber man sich aufregen soll: Über die Falschmeldung, daß das Stück auch Temperament haben soll, über das abgeschmackte Sujet oder über die wenig schmeichelhafte Einschätzung des Publikums, dem man durch sieben Akte einzureden versucht, so und nicht anders benimmt sich eine aus U.S.A. importierte, oder besser gesagt durchgebrannte Milliardärstochter. Ein Film, der auf diese Bezeichnung Anspruch erhebt, kann nicht von den Grimassen eines Stars leben und wenn dieser auch Marie Paudler heißt. Diese herzig sein sollende, übertriebene Gesichtsmuskelzerrung hat anscheinend die Aufgabe, über den Unsinn des Sujets hinwegzutäuschen, was aber nicht gelingt.“